# Proyección (teoría de conjuntos)
En teoría de conjuntos, una proyección es uno de dos tipos de funciones u operaciones estrechamente relacionadas entre sí:
- Una operación en teoría de conjuntos tipificada por la aplicación de proyección {\displaystyle j}th, denotada como {\displaystyle \mathrm {proj} _{j},} que asigna a cada elemento {\displaystyle {\vec {x}}=(x_{1},\ \dots ,\ x_{j},\ \dots ,\ x_{k})} del producto cartesiano {\displaystyle (X_{1}\times \cdots \times X_{j}\times \cdots \times X_{k})} el valor {\displaystyle \mathrm {proj} _{j}({\vec {x}})=x_{j}.}[1]

- Una función que asigna un elemento {\displaystyle x} a su clase de equivalencia bajo una relación de equivalencia[2] especificada {\displaystyle E,} o equivalentemente, una función sobreyectiva de un conjunto sobre otro conjunto.[3] La función que hace corresponder elementos a clases de equivalencia es una sobreyección, y cada sobreyección corresponde a una relación de equivalencia bajo la cual dos elementos son equivalentes cuando tienen la misma imagen. El resultado de la aplicación se escribe como {\displaystyle [x]} cuando se sobreentiende {\displaystyle E}, o se escribe como {\displaystyle [x]_{E}} cuando es necesario hacer explícita la relación de equivalencia {\displaystyle E}.